# Encore (альбом Eminem)
Encore — п'ятий студійний альбом американського репера Eminem. Виданий 12 листопада 2004 року лейблом Aftermath, Interscope і Shady Records. Як зазначено на обкладинці альбому — Емінем кланяється — альбом вважався останнім альбомом Емінема з новим матеріалом.
Альбом містить кілька ліричних тем, особливо протистояння Емінема тодішньому президенту США Джорджу Бушу та пародію на Майкла Джексона. В альбомі більше комедійних тем і текстів, ніж у попередніх альбомах Емінема.
У перший тиждень продажів було продано 710 000 копій альбому, а за два тижні після релізу - 1 582 000 копій. Станом на листопад 2013 року в США було продано 5 343 000 копій альбому.

## Список пісень
| #  | Назва                  | Гості                          | Продюсер               | Час  |
| -- | ---------------------- | ------------------------------ | ---------------------- | ---- |
| 1  | "Curtains Up"          |                                |                        | 0:47 |
| 2  | "Evil Deeds"           |                                | Dr. Dre                | 4:20 |
| 3  | "Never Enough"         | Nate Dogg & 50 Cent            | Dr. Dre, Mike Elizondo | 2:40 |
| 4  | "Yellow Brick Road"    |                                | Eminem, Luis Resto     | 5:46 |
| 5  | "Like Toy Soldiers"    |                                | Eminem, Luis Resto     | 4:57 |
| 6  | "Mosh"                 |                                | Dr. Dre, Mark Batson   | 5:18 |
| 7  | "Puke"                 |                                | Eminem, Luis Resto     | 4:08 |
| 8  | "My 1st Single"        |                                | Eminem, Luis Resto     | 5:03 |
| 9  | "Paul" (skit)          |                                |                        | 0:32 |
| 10 | "Rain Man"             |                                | Dr. Dre                | 5:14 |
| 11 | "Big Weenie"           |                                | Dr. Dre                | 4:27 |
| 12 | "Em Calls Paul" (skit) |                                |                        | 1:12 |
| 13 | "Just Lose It"         |                                | Dr. Dre, Mike Elizondo | 4:09 |
| 14 | "Ass Like That"        |                                | Dr. Dre, Mike Elizondo | 4:26 |
| 15 | "Spend Some Time"      | Obie Trice, Stat Quo & 50 Cent | Eminem, Luis Resto     | 5:11 |
| 16 | "Mockingbird"          |                                | Eminem, Luis Resto     | 4:11 |
| 17 | "Crazy in Love"        |                                | Eminem, Luis Resto     | 4:02 |
| 18 | "One Shot 2 Shot"      | D12                            | Eminem, Luis Resto     | 4:27 |
| 19 | "Final Thought" (skit) |                                |                        | 0:30 |
| 20 | "Encore/Curtains Down" | Dr. Dre & 50 Cent              | Dr. Dre, Mark Batson   | 5:48 |

### Bonus CD
| # | Назва             | Продюсер           | Тривалість |
| - | ----------------- | ------------------ | ---------- |
| 1 | "We As Americans" | Eminem, Luis Resto | 4:36       |
| 2 | "Love You More"   | Eminem, Luis Resto | 4:44       |
| 3 | "Ricky Ticky Toc" | Eminem, Luis Resto | 2:53       |